# Eccellenza Veneto 2019-2020
Il campionato italiano di calcio di Eccellenza regionale 2019-2020 è il ventinovesimo organizzato in Italia. Rappresenta il quinto livello del calcio italiano. Si è giocato fino al 23 febbraio 2020 ed è stato dichiarato terminato il 4 giugno 2020 a causa della Pandemia di Covid 19. L'11 giugno 2020 la LND ha deciso di effettuare una sola retrocessione, riguardante l'ultima in classifica.
È composto da 2 gironi di 16 squadre organizzati dal Comitato Regionale della regione Veneto.

## Girone A

### Squadre partecipanti
| Club                             | Città                         | Stadio                     | Stagione precedente           |
| -------------------------------- | ----------------------------- | -------------------------- | ----------------------------- |
| Abano Calcio                     | Abano Terme (PD)              | Stadio delle Terme         | 13° in Eccellenza/A.          |
| A.S.D. Albignasego Calcio        | Albignasego (PD)              | Stadio Massimo Montagna    | 1° in Promozione/C.           |
| U.S. Arcella                     | Padova                        | Campo L. Bressan           | 3º in Eccellenza/A.           |
| U.S. Belfiorese                  | Belfiore (VR)                 |                            | 12º in Eccellenza/A           |
| U.S.D. Borgoricco                | Borgoricco (PD)               |                            | 11º in Eccellenza/B           |
| A.C.D. Castelbaldo Masi          | Castelbaldo (PD)              | Stadio Donato e Smanio     | 1° in Promozione/A            |
| A.S.D. Cerealdocks Camisano      | Camisano Vicentino (VI)       | Stadio Cavalier G. Dal Mas | 1° in Promozione/B            |
| A.C. Garda                       | Garda (VR)                    |                            | 1º in Promozione/A, promosso. |
| A.S. Giorgione Calcio 2000       | Castelfranco Veneto (TV)      | Stadio Giuseppe Ostani     | 8° in Eccellenza/B            |
| A.S.D. Godigese                  | Castello di Godego (TV)       | Stadio comunale            | 3° in Promozione/B            |
| U.C. Montecchio Maggiore S.r.l.  | Montecchio Maggiore (VI)      | Stadio Gino Cosaro         | 4º in Eccellenza/A            |
| S.P. Pozzonovo                   | Pozzonovo (PD)                |                            | 5º in Eccellenza/A            |
| A.C.D. San Martino Speme         | San Martino Buon Albergo (VR) | Stadio "Ugo Pozzan"        | 6º in Eccellenza/A            |
| A.S.D. Sona Calcio               | Sona (VR)                     |                            | 8º in Eccellenza/A            |
| A.S.D. Team Santa Lucia Golosine | Verona                        | Campo Comunale             | 14º in Eccellenza/A           |
| F.C. Valgatara                   | Marano di Valpolicella (VR)   |                            | 7º in Eccellenza/A            |

### Classifica
|  | Pos. | Squadra               | Pt | G  | V  | N  | P  | GF | GS | DR  |
|  | ---- | --------------------- | -- | -- | -- | -- | -- | -- | -- | --- |
|  | 1.   | Sona                  | 49 | 22 | 14 | 7  | 1  | 39 | 14 | +25 |
|  | 2.   | Montecchio Maggiore   | 45 | 22 | 14 | 3  | 5  | 37 | 23 | +14 |
|  | 3.   | Castelbaldo Masi      | 41 | 22 | 11 | 8  | 3  | 34 | 17 | +17 |
|  | 4.   | Giorgione             | 37 | 22 | 10 | 7  | 5  | 36 | 24 | +12 |
|  | 5.   | Borgoricco            | 32 | 22 | 8  | 8  | 6  | 36 | 33 | +3  |
|  | 6.   | Cerealdocks Camisano  | 32 | 22 | 9  | 5  | 8  | 30 | 29 | +1  |
|  | 7.   | San Martino Speme     | 32 | 22 | 9  | 5  | 8  | 35 | 31 | 4   |
|  | 8.   | Arcella               | 31 | 22 | 8  | 7  | 7  | 36 | 30 | +6  |
|  | 9.   | Valgatara             | 31 | 22 | 9  | 4  | 9  | 31 | 26 | +5  |
|  | 10.  | Garda                 | 28 | 22 | 6  | 10 | 6  | 24 | 28 | -4  |
|  | 11.  | Belfiorese            | 24 | 22 | 6  | 7  | 9  | 24 | 33 | -9  |
|  | 12.  | Albignasego           | 22 | 22 | 5  | 7  | 10 | 18 | 33 | -15 |
|  | 12.  | Pozzonovo             | 20 | 22 | 5  | 5  | 12 | 29 | 37 | -8  |
|  | 14.  | Abano                 | 19 | 22 | 5  | 4  | 13 | 22 | 38 | -16 |
|  | 15.  | Godigese              | 19 | 22 | 5  | 4  | 13 | 19 | 40 | -21 |
|  | 16.  | Team S.Lucia Golosine | 16 | 22 | 3  | 7  | 12 | 23 | 37 | -14 |

Legenda:
      Promossa in Serie D.
      Ammessa ai play-off nazionali.
 Ai play-off o ai play-out.
      Retrocessa in Promozione.
Regolamento:
Tre punti a vittoria, uno a pareggio, zero a sconfitta.
In caso di arrivo di due o più squadre a pari punti, la graduatoria verrà stilata secondo la classifica avulsa tra le squadre interessate che prevede, in ordine, i seguenti criteri:
- Punti negli scontri diretti.
- Differenza reti negli scontri diretti.
- Differenza reti generale.
- Reti realizzate in generale.
- Sorteggio.

Note:

## Girone B

### Squadre partecipanti
| Club                                     | Città                        | Stadio                             | Stagione 2018-2019            |
| ---------------------------------------- | ---------------------------- | ---------------------------------- | ----------------------------- |
| Calcio Istrana 1964 A.S.D.               | Istrana (TV)                 | Stadio comunale                    | 11º in Eccellenza/B.          |
| A.C. Sandonà 1922 A.S.D.                 | San Donà di Piave (VE)       | Stadio Verino Zanutto              | 17° in Serie D/C, retrocesso. |
| F.C. Calvi Noale S.S.D. a r.l.           | Noale (VE)                   | Stadio Azzurri d'Italia 2006       | 3° in Eccellenza/B.           |
| A.D.C. Eclisse CareniPievigina           | Pieve di Soligo (TV)         | Stadio comunale                    | 9º in Eccellenza/B.           |
| A.S.D. Liapiave                          | San Polo di Piave (TV)       | Stadio comunale                    | 4º in Eccellenza/B.           |
| A.S.D. Liventina                         | Motta di Livenza (TV)        | Stadio Luigino Samassa             | 10° in Eccellenza/B.          |
| A.S.D. Calcio Montello                   | Volpago del Montello (TV)    | Stadio comunale                    | 2° in Promozione/D            |
| Portogruaro                              | Portogruaro (VE)             | Stadio Piergiovanni Mecchia        | 1° in Promozione/D, promosso  |
| A.C.D. Portomansuè                       | Portobuffolé e Mansuè (TV)   | Stadio comunale di Mansuè          | 7° in Eccellenza/B.           |
| G.S.D. Real Martellago                   | Martellago (VE)              | Stadio comunale                    | 13º in Eccellenza/B           |
| A.C.D. Robeganese-Fulgor Salzano         | Salzano (VE)                 | Stadio comunale di Salzano         | 5° in Promozione/C            |
| S.S.D. A.R.L. FC Spinea 1966             | Spinea (VE)                  | Stadio comunale "Salvador Allende" | 2° in Promozione/C            |
| F.C. Union Pro 1928 S.S.D. a r.l.        | Mogliano Veneto (TV)         | Stadio comunale di Mogliano Veneto | 6º in Eccellenza/B            |
| A.S.D. Union Q.D.P.                      | Moriago della Battaglia (TV) | Stadio comunale                    | 12º in Eccellenza/B           |
| A.S.D. Union San Giorgio Sedico          | Sedico (BL)                  | Stadio comunale                    | 5º in Eccellenza/B            |
| A.S.D. Vittorio Falmec San Martino Colle | Vittorio Veneto (TV)         | Stadio Paolo Barison               | 14° in Eccellenza/B           |

### Classifica
|  | Pos. | Squadra                   | Pt | G  | V  | N  | P  | GF | GS | DR  |
|  | ---- | ------------------------- | -- | -- | -- | -- | -- | -- | -- | --- |
|  | 1.   | Union S.Giorgio Sedico    | 46 | 22 | 15 | 1  | 6  | 40 | 25 | +15 |
|  | 2.   | Portogruaro               | 45 | 22 | 13 | 6  | 3  | 47 | 23 | +24 |
|  | 3.   | Portomansuè               | 40 | 22 | 11 | 7  | 4  | 43 | 25 | +18 |
|  | 4.   | Liventina                 | 39 | 22 | 11 | 6  | 5  | 40 | 29 | +11 |
|  | 5.   | Calvi Noale               | 38 | 22 | 11 | 5  | 6  | 33 | 27 | +8  |
|  | 6.   | Sandonà 1922              | 37 | 22 | 9  | 10 | 3  | 30 | 20 | +10 |
|  | 7.   | Istrana                   | 34 | 22 | 9  | 7  | 6  | 38 | 32 | +6  |
|  | 8.   | Spinea 1966               | 27 | 22 | 7  | 5  | 8  | 24 | 28 | -4  |
|  | 9.   | Vittorio SMC              | 25 | 22 | 4  | 8  | 5  | 30 | 30 | -0  |
|  | 10.  | Liapiave                  | 25 | 22 | 6  | 7  | 9  | 35 | 37 | -2  |
|  | 11.  | Robeganese-Fulgor Salzano | 24 | 22 | 5  | 9  | 8  | 25 | 28 | -3  |
|  | 12.  | Pievigina                 | 24 | 22 | 6  | 6  | 10 | 31 | 34 | -3  |
|  | 13.  | Union Pro                 | 23 | 22 | 6  | 5  | 11 | 26 | 45 | -19 |
|  | 14.  | Real Martellago           | 19 | 22 | 4  | 7  | 11 | 23 | 41 | -18 |
|  | 15.  | Montello                  | 17 | 22 | 3  | 8  | 11 | 21 | 34 | -13 |
|  | 16.  | Union Q.D.P.              | 13 | 22 | 3  | 4  | 15 | 17 | 45 | -28 |

Legenda:
      Promossa in Serie D.
      Ammessa ai play-off nazionali.
 Ai play-off o ai play-out.
      Retrocessa in Promozione.
Regolamento:
Tre punti a vittoria, uno a pareggio, zero a sconfitta.
In caso di arrivo di due o più squadre a pari punti, la graduatoria verrà stilata secondo la classifica avulsa tra le squadre interessate che prevede, in ordine, i seguenti criteri:
- Punti negli scontri diretti.
- Differenza reti negli scontri diretti.
- Differenza reti generale.
- Reti realizzate in generale.
- Sorteggio.

Note: